# Azucena Berrutti

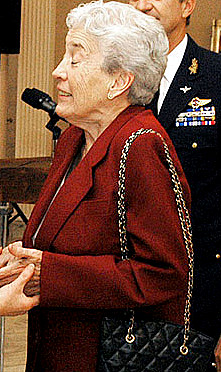
Azucena Berrutti (2007)

Azucena Berrutti (* 7. Januar 1929 in Montevideo) ist eine uruguayische Politikerin.
Die promovierte Rechtsanwältin Azucena Berrutti, die der Frente Amplio und innerhalb dieser der Partido Socialista del Uruguay angehört, war von 1990 bis 1995 Generalsekretärin der Intendencia von Montevideo. Sie hatte als Nachfolgerin von Yamandú Fau vom 1. März 2005 bis zum 1. März 2008 in der Regierung von Präsident Tabaré Vázquez das Amt der Verteidigungsministerin inne. Anschließend war Berrutti seit Februar 2009 Präsidentin des SODRE.
Berrutti wandte sich 2010 in ihrem Buch "Ministras" gegen eine Aufhebung des Ley de Caducidad, was zu öffentlichen Diskussionen führte.